# Marko Pecarski
Marko Pecarski (Gijón, España, 12 de febrero de 2000) es un jugador de baloncesto de nacionalidad serbia que pertenece a la plantilla del AEK B.C. de la A1 Ethniki griega. Con 2,08 de estatura, juega indistintamente como ala-pívot o alero. Es hijo del exbaloncestista Miroslav Pecarski.

## Trayectoria
Es un jugador nacido en Gijón, España, mientras su padre, Miroslav Pecarski jugaba en el Gijón Baloncesto. Más tarde, el jugador criado en Belgrado, daría sus primeros pasos como jugador en la cantera del KK Zemun.
Más tarde el jugador pasaría por la cantera del KK Mega Leks, antes de marcharse a Alemania para jugar en el Bayern de Múnich II y debutar con el primer equipo.
En septiembre de 2017, el jugador regresa a Serbia para jugar en las filas del KK Partizan de la Liga ABA, donde jugaría durante dos temporadas.
En la temporada 2019-20, firma por el KK FMP de la Liga ABA, donde jugaría durante dos temporadas.
En la temporada 2021-22, se compromete con el KK Borac Čačak de la misma liga.
En la temporada 2022-23, firma por el KK Mornar Bar de la Liga Montenegrina de Baloncesto.
El 13 de agosto de 2023 fichó por el Yukatel Merkezefendi de la Basketbol Süper Ligi (BSL).
El 18 de julio de 2024 firma con el Lietkabelis Panevėžys de la LKL lituana. Pero el 21 de diciembre rescinde su contrato, y firma con el Darüşşafaka S.K. turco.
El 30 de julio de 2025 firmó contrato con el AEK B.C. de la A1 Ethniki griega.

### Selección nacional
En 2017, se proclamó campeón de Europa sub-18 con Serbia en el Torneo disputado en Eslovaquia, al vencer en la final al conjunto español.
En 2018, se volvió a proclamar campeón de Europa sub-18 con Serbia en el Torneo disputado en Letonia, derrotando en la final al conjunto anfitrión y siendo el MVP del Torneo.